# Jarków

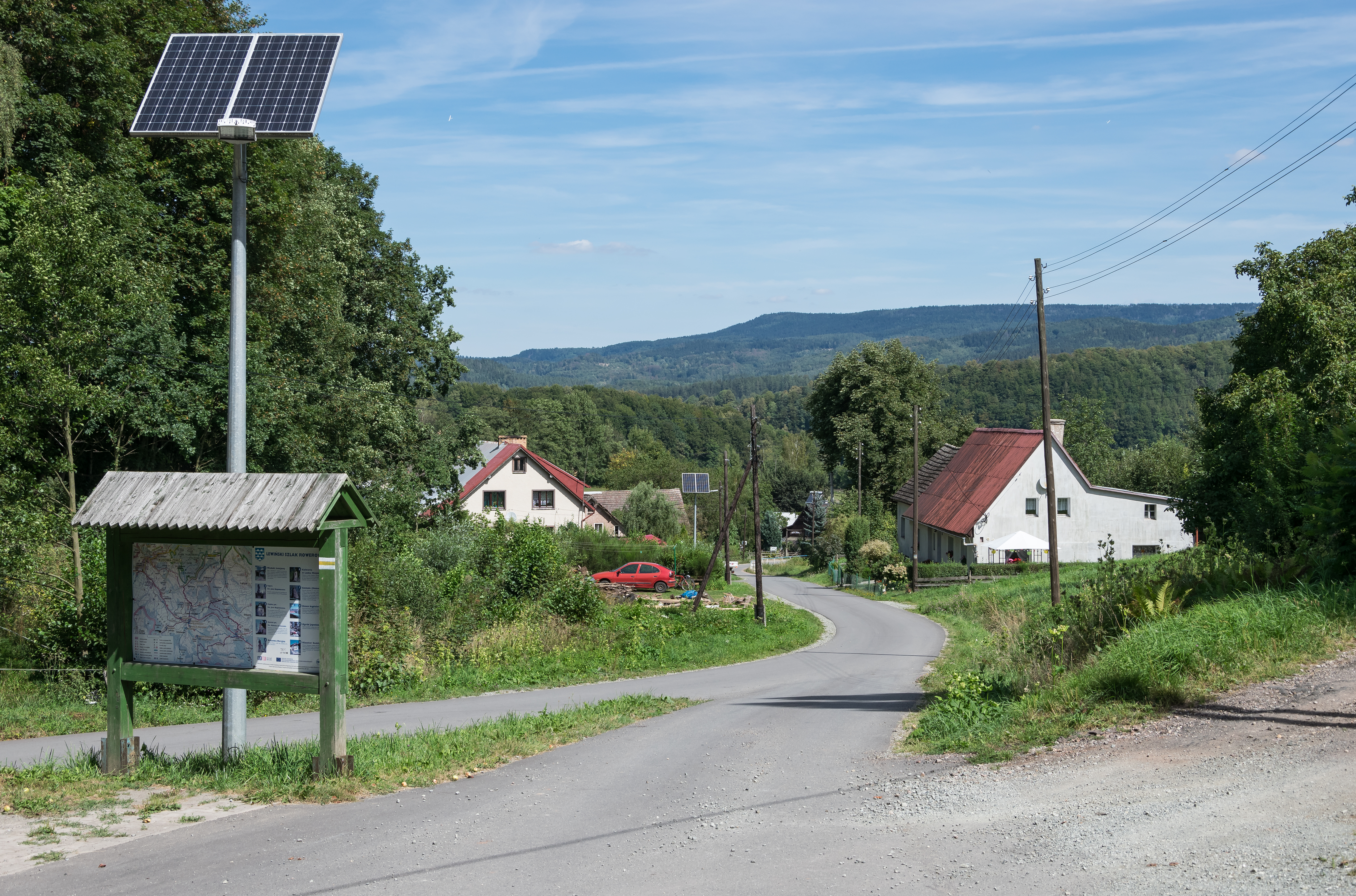
Jarków (2018)

Jarków (deutsch Järker, tschechisch Jarkov) ist ein Ort in der Landgemeinde Lewin Kłodzki im Powiat Kłodzki der Woiwodschaft Niederschlesien in Polen. Es liegt neun Kilometer westlich von Duszniki-Zdrój (Bad Reinerz).

## Geographie
Jarków liegt westlich des Glatzer Kessels. Nachbarorte sind Lewin Kłodzki im Nordosten, Krzyżanów (Krzyschney) im Osten, Taszów (Tassau) im Südosten, Brzozowie (Birkhagen) im Nordwesten und Jeleniów (Gellenau) im Nordwesten. Jenseits der Grenze zu Tschechien, die einen Kilometer in Süd und West entfernt verläuft, liegt im Südwesten Borová.

## Geschichte
„Jarkow“ gehörte ursprünglich zur böhmischen Herrschaft Nachod und wurde erstmals 1477 erwähnt. Damals gliederte Herzog Heinrich d. Ä., dem seit 1472 die Herrschaften Nachod und Hummel sowie die Grafschaft Glatz gehörten, das gesamte Kirchspiel der Lewiner Pfarrkirche St. Michael, zu dem Järker gehörte, in die Herrschaft Hummel und diese im selben Jahr in seine Grafschaft Glatz ein. 1561 erwarb der böhmische Landesherr die Herrschaft Hummel. Auch nach deren Auflösung 1595 blieben die zugehörigen Ortschaften im Besitz der Böhmischen Kammer. Sie verkaufte 1684 Järker und die benachbarten Dörfer Gellenau, Sackisch, Tanz, Tassau, Kleingeorgsdorf und Großgeorgsdorf zur Finanzierung der Türkenkriege dem Kaspar Josef von Alten, dem schon das Freirichtergut in Gellenau gehörte. Dadurch wurde Järker zum Gutsbezirk Gellenau untertänig.
Nach dem Ersten Schlesischen Krieg 1742 und endgültig nach dem Hubertusburger Frieden 1763 kam Järker zusammen mit der Grafschaft Glatz an Preußen. 1793 bestand es aus 20 Häusern, in denen 155 Einwohner lebten. Nach der Neugliederung Preußens gehörte es ab 1815 zur Provinz Schlesien und war 1816–1945 dem Landkreis Glatz eingegliedert. Es bildete eine eigene Landgemeinde und gehörte zum Amtsbezirkl Gellenau. 1939 wurden 117 Einwohner gezählt.
Als Folge des Zweiten Weltkriegs fiel Järker 1945 wie fast ganz Schlesien an Polen und wurde in Jarków umbenannt. Die deutsche Bevölkerung wurde weitgehend vertrieben. Die neu angesiedelten Bewohner waren zum Teil Heimatvertriebene aus Ostpolen, das an die Sowjetunion gefallen war. Die Zahl der Einwohner ging deutlich zurück, wodurch zahlreiche Häuser dem Verfall preisgegeben wurden. 1975–1998 gehörte Jarków zur Woiwodschaft Wałbrzych (Waldenburg).

## Sehenswürdigkeiten
- Wegkapelle aus dem 19. Jahrhundert